# 巴希河兔脂鯉
巴希河兔脂鯉（学名：Leporinus bahiensis），為輻鰭魚綱脂鯉目脂鯉亞目上口脂鯉科的其中一個種，分布於南美洲巴西巴伊亞淡水流域，體長可達10.5公分，棲息在植被生長茂密的水域，生活習性不明。
其种加词bahiensis，意为巴西“巴伊亚州（Bahia）的”。